# Karl Heinrich Gräffe
Karl Heinrich Gräffe (* 7. November 1799 in Braunschweig; † 2. Dezember 1873 in Zürich) war ein deutscher Mathematiker.

## Leben
Er war der Sohn eines Juweliers aus Bremen und erlernte in Hannover das Goldschmiedehandwerk. Da sein Vater in die USA ausgewandert war, musste er zunächst das Geschäft seines Vaters weiterführen, um seine Familie zu unterstützen. Erst 1821 konnte er seiner Neigung folgen und besuchte das Carolinum in Braunschweig und studierte danach ab 1824 Mathematik an der Universität Göttingen unter anderem bei Carl Friedrich Gauß, Johann Tobias Mayer und Bernhard Friedrich Thibaut. Nach der Promotion 1825 (Die Geschichte der Variationsrechnung vom Ursprung der Differential- und Integralrechnung bis auf die heutige Zeit) unterrichtete er am damals neu gegründeten Technischen Institut in Zürich. Für den Unterricht dort schrieb er mehrere Lehrbücher. Die Zürcher Vorortsgemeinde Wipkingen schenkte Gräffe 1836 das Bürgerrecht. 
Bekannt ist er für ein Verfahren der numerischen Lösung von algebraischen Gleichungen, dem  Dandelin-Gräffe-Verfahren unabhängig von Germinal Pierre Dandelin (1823) und Nikolai Iwanowitsch Lobatschewski (in dessen Lehrbuch der höheren Algebra 1834 veröffentlicht) gefunden, das er ab 1833 entwickelte. Veröffentlicht wurde es 1837 (Die Auflösung der höheren numerischen Gleichungen). 1838 nahm er damit an einem Preisausschreiben der Berliner Akademie teil, scheiterte aber aus formalen Gründen (seine Abhandlung war entgegen den Regeln schon gedruckt).
1833 wurde er Professor an der Oberen Industrieschule in Zürich und war gleichzeitig Privatdozent an der im gleichen Jahr gegründeten Universität Zürich. 1860 wurde er außerordentlicher Professor an der Universität. Aus Gesundheitsgründen ging er 1868 an der Industrieschule in den Ruhestand. Zuvor war er in der Vergabe einer ordentlichen Professur für Mathematik an der Universität Zürich übergangen worden, was ihn zusätzlich traf.

## Schriften
- Die Auflösung der höheren numerischen Gleichungen. Verlag Friedrich Schulthess, Zürich 1837, Internet Archive.
  - Zusätze dazu erschienen 1839 im Programm der Züricher Cantonsschule.